# TMNT: Tortugues Ninja Joves Mutants
TMNT: Tortugues Ninja Joves Mutants (títol original en anglès: Teenage Mutant Ninja Turtles) és una pel·lícula del 2007 dirigida per Kevin Munroe i basada en les Tortugues Ninja. És la primera pel·lícula sobre les Tortugues Ninja realitzada en 3D. Cronològicament, la pel·lícula narra esdeveniments posteriors a les tres pel·lícules de la saga que la precedeixen. La pel·lícula es va doblar al català.

## Argument
Narra la història de quatre tortugues que es converteixen en mutants i que, des de ben petits, són entrenats per un rata, Splinter, que els entrenarà en les arts marcials i els posarà noms de pintors del Renaixement: Rafael, Michelangelo, Donatello i Leonardo.